# Vaska
A Vaska (oroszul: Вашка) folyó Oroszország európai részén, Komiföldön és az Arhangelszki területen; a Mezeny legnagyobb, bal oldali mellékfolyója.

## Földrajz
Hossza: 605 km, vízgyűjtő területe: 21 000 km², évi közepes vízhozama (Rescselszkaja falunál): 184  m³/sec.
A Mezeny és az Északi-Dvina vízválasztóján elterülő mocsarakban ered. Komiföld nyugati és az Arhangelszki terület északkeleti vidékén folyik kezdetben észak, majd végig északnyugat felé.
Medre sok kanyart és holtágat képez. Uszty-Vacserga településig hajózható. Eső és hóolvadék táplálja, október végétől május elejéig befagy. Vízgyűjtő területén kb. 900 tó található.
Jelentősebb mellékfolyói: 
- jobbról a Loptyuga (152 km) és a Jevva (123 km)
- balról a Zirjanszkaja Jozsuga (107 km).